# Championnats d'Amérique centrale et des Caraïbes d'athlétisme 2005
Les 20e Championnats d'Amérique centrale et des Caraïbes d'athlétisme ont eu lieu au Thomas Robinson Stadium de Nassau, aux Bahamas, du 8 au 11 juillet 2005. Près de 700 athlètes issus de 30 pays ou territoires participent à cette compétition,.

## Résultats

### Hommes
| Épreuve           | Or                                                                                | Argent                                                                                        | Bronze                                                                         |
| ----------------- | --------------------------------------------------------------------------------- | --------------------------------------------------------------------------------------------- | ------------------------------------------------------------------------------ |
| 100 m             | Darrel Brown 10 s 02                                                              | Marc Burns 10 s 02                                                                            | Churandy Martina 10 s 1                                                        |
| 200 m             | Usain Bolt 20 s 03                                                                | Aaron Armstrong 20 s 35                                                                       | Dominic Demeritte 20 s 47                                                      |
| 400 m             | Lansford Spence 45 s 29                                                           | Ato Modibo 45 s 46                                                                            | Chris Brown 45 s 57                                                            |
| 800 m             | Yeimer López 1 min 47 s 64                                                        | Sherridan Kirk 1 min 48 s 31                                                                  | Moise Joseph 1 min 49 s 60                                                     |
| 1 500 m           | Maury Castillo 3 min 47 s 89                                                      | David Freeman 3 min 48 s 01                                                                   | Luis Soto 3 min 52 s 60                                                        |
| 5 000 m           | Juan Luis Barrios 14 min 22 s 57                                                  | Juan Carlos Romero 14 min 36 s 18                                                             | Liván Luque 14 min 38 s 02                                                     |
| 10 000 m          | Aguelmis Rojas 30 min 14 s 75                                                     | Juan Carlos Romero 30 min 41 s 87                                                             | Henry Ortíz 31 min 38 s 63                                                     |
| 3 000 m steeple   | Alex Greaux 8 min 56 s 15                                                         | José Alberto Sánchez 9 min 07 s 44                                                            | Salvador Miranda 9 min 11 s 67                                                 |
| 110 m haies       | Yoel Hernández 13 s 32                                                            | Dayron Robles 13 s 41                                                                         | Alleyne Lett 13 s 49                                                           |
| 400 m haies       | Dean Griffiths 48 s 99                                                            | Yacnier Luis 49 s 12                                                                          | Leroy Colquhoun 49 s 23                                                        |
| Saut en hauteur   | Víctor Moya 2,26 m                                                                | Lisvany Pérez 2,26 m                                                                          | Gerardo Martínez 2,23 m                                                        |
| Saut à la perche  | Lázaro Borges 4,80 m                                                              | Abiexer Vega 4,80 m                                                                           | Steven Marrero 4,40 m                                                          |
| Saut en longueur  | Leevan Sands 8,13 m                                                               | Osbourne Moxey 8,03 m                                                                         | Ibrahim Camejo 7,88 m                                                          |
| Triple saut       | Yoandri Betanzos 17,33 m                                                          | Allen Simms 17,19 m                                                                           | Leevan Sands 17,14 m                                                           |
| Lancer du poids   | Dorian Scott 20,21 m                                                              | Alexis Paumier 19,06 m                                                                        | Yoisel Toledo 18,28 m                                                          |
| Lancer du disque  | Yunior Lastre 60,10 m                                                             | Loy Martínez 59,35 m                                                                          | Héctor Hurtado 55,05 m                                                         |
| Lancer du marteau | Yosvany Suárez 69,47 m                                                            | Erick Jiménez 68,42 m                                                                         | Santos Vega 64,53 m                                                            |
| Lancer du javelot | Emeterio González 76,44 m                                                         | Yudel Moreno 73,95 m                                                                          | Justin Cummins 61,92 m                                                         |
| Décathlon         | Claston Bernard 7 877 pts                                                         | Alberto Juantorena Jr. 7 672 pts                                                              | Alexis Chivás 7 624 pts                                                        |
| 4 × 100 m         | Trinité-et-Tobago Darrel Brown Aaron Armstrong Marc Burns Jacey Harper 38 s 47    | Antilles néerlandaises Geronimo Goeloe Charlton Rafaela Jairo Duzant Churandy Martina 38 s 92 | Bahamas Jamial Rolle Dominic Demeritte Grafton Ifill Derrick Atkins 39 s 08    |
| 4 × 400 m         | Bahamas Aaron Cleare Andrae Williams Nathaniel McKinney Chris Brown 3 min 01 s 08 | Trinité-et-Tobago Ato Stephens Renny Quow Sherridan Kirk Damion Barry 3 min 01 s 43           | Cuba William Collazo Dayron Martínez Glaudel Garzón Yeimer López 3 min 02 s 33 |

### Femmes
| Épreuve           | Or                                                                                        | Argent                                                                                          | Bronze                                                                          |
| ----------------- | ----------------------------------------------------------------------------------------- | ----------------------------------------------------------------------------------------------- | ------------------------------------------------------------------------------- |
| 100 m             | Chandra Sturrup 11 s 02                                                                   | Tahesia Harrigan 11 s 29                                                                        | Fana Ashby 11 s 40                                                              |
| 200 m             | Cydonie Mothersille 22 s 26w                                                              | Christine Amertil 22 s 64w                                                                      | Peta-Gaye Dowdie 22 s 72w                                                       |
| 400 m             | Tonique Williams-Darling 50 s 97                                                          | Tiandra Ponteen 51 s 41                                                                         | Libania Grenot 51 s 53                                                          |
| 800 m             | Neisha Bernard-Thomas 2 min 01 s 07                                                       | Aneita Denton 2 min 01 s 66                                                                     | Yuneisi Santiusti 2 min 02 s 38                                                 |
| 1 500 m           | Yadira Bataille 4 min 26 s 43                                                             | Ashley Couper 4 min 26 s 91                                                                     | Yanisleidis Castillo 4 min 30 s 83                                              |
| 5 000 m           | Yudelkis Martínez 17 min 12 s 58                                                          | Angélica Sánchez 17 min 15 s 00                                                                 | Yanisleidis Castillo 17 min 32 s 37                                             |
| 10 000 m          | Yudelkis Martínez 34 min 53 s 50                                                          | Mariela González 35 min 09 s 62                                                                 | Angélica Sánchez 36 min 36 s 79                                                 |
| 3 000 m steeple   | Mardrea Hyman 9 min 54 s 01                                                               | Korene Hinds 9 min 58 s 05                                                                      | non décernée                                                                    |
| 100 m haies       | Nadine Faustin 12 s 83                                                                    | Andrea Bliss 12 s 86                                                                            | Yahumara Neyra 13 s 09                                                          |
| 400 m haies       | Debbie-Ann Parris 55 s 26                                                                 | Andrea Blackett 56 s 47                                                                         | Shevon Stoddart 56 s 64                                                         |
| Saut en hauteur   | Levern Spencer 1,94 m                                                                     | Karen Beautle Juana Arrendel 1,85 m                                                             |                                                                                 |
| Saut en longueur  | Yargelis Savigne 6,88 m w                                                                 | Elva Goulbourne 6,78 m w                                                                        | Jackie Edwards 6,71 m w                                                         |
| Triple saut       | Yarianna Martínez 14,18 m                                                                 | Mabel Gay 13,97 m                                                                               | Jennifer Arveláez 13,09 m                                                       |
| Lancer du poids   | Yumileidi Cumbá 18,98 m                                                                   | Cleopatra Borel-Brown 18,05 m                                                                   | Kimberly Barrett 18,03 m                                                        |
| Lancer du disque  | Yarelis Barrios 56,59 m                                                                   | Lisandra Rodríguez 53,07 m                                                                      | Chafree Bain 47,36 m                                                            |
| Lancer du marteau | Candice Scott 67,44 m                                                                     | Yunaika Crawford 66,75 m                                                                        | Natalie "Nicky" Grant 61,34 m                                                   |
| Lancer du javelot | Laverne Eve 61,11 m                                                                       | Olivia McKoy 61,10 m                                                                            | Noraida Bicet 59,05 m                                                           |
| Heptathlon        | Juana Castillo 5 760 pts                                                                  | Yasmiani Pedroso 5479 pts                                                                       | Cheilín Povea 5 285 pts                                                         |
| 10 000 m marche   | Cristina López 45 min 52 s 32                                                             | Evelyn Núñez 47 min 23 s 58                                                                     | Yarelis Sánchez 50 min 57 s 73                                                  |
| 4 × 100 m         | Jamaïque Danielle Browning Sheri-Ann Brooks Beverly McDonald Peta-Gaye Dowdie 43 s 21     | Bahamas Tamika Clarke Philip Willie Savatheda Fynes Chandra Sturrup 43 s 48                     | Cuba Yahumara Neyra Roxana Díaz Mileidys Lazo Yenima Arencibia 45 s 07          |
| 4 × 400 m         | Jamaïque Moya Thompson Sonita Sutherland Shellene Williams Allison Beckford 3 min 30 s 63 | Bahamas Sasha Rolle Christine Amertil Shakeitha Henfield Tonique Williams-Darling 3 min 33 s 14 | Cuba Indira Terrero Ydriuska Eheverris Yadia Isaac Libania Grenot 3 min 33 s 85 |

## Tableau des médailles
| Rang | Nation                     | Or | Argent | Bronze | Total |
| ---- | -------------------------- | -- | ------ | ------ | ----- |
| 1    | Cuba                       | 18 | 13     | 17     | 48    |
| 2    | Jamaïque                   | 9  | 6      | 5      | 20    |
| 3    | Bahamas                    | 5  | 4      | 6      | 15    |
| 4    | Trinité-et-Tobago          | 3  | 6      | 1      | 10    |
| 5    | Mexique                    | 1  | 4      | 3      | 8     |
| 5    | Porto Rico                 | 1  | 4      | 3      | 8     |
| 7    | Guatemala                  | 1  | 1      | 0      | 2     |
| 7    | République dominicaine     | 1  | 1      | 0      | 2     |
| 9    | Grenade                    | 1  | 0      | 1      | 2     |
| 9    | Salvador                   | 1  | 0      | 1      | 2     |
| 9    | Haïti                      | 1  | 0      | 1      | 2     |
| 12   | Sainte-Lucie               | 1  | 0      | 0      | 1     |
| 12   | Îles Caïmans               | 1  | 0      | 0      | 1     |
| 14   | Barbade                    | 0  | 1      | 1      | 2     |
| 14   | Antilles néerlandaises     | 0  | 1      | 1      | 2     |
| 16   | Saint-Christophe-et-Niévès | 0  | 1      | 0      | 1     |
| 16   | Colombie                   | 0  | 1      | 0      | 1     |
| 16   | Îles Vierges britanniques  | 0  | 1      | 0      | 1     |
| 16   | Bermudes                   | 0  | 1      | 0      | 1     |
| 20   | Venezuela                  | 0  | 0      | 2      | 2     |